# Anua rufescens
Anua rufescens är en fjärilsart som beskrevs av George Francis Hampson 1913. Anua rufescens ingår i släktet Anua och familjen nattflyn. Inga underarter finns listade i Catalogue of Life.